# Filmweb
Filmweb és una base de dades en línia d'informació relacionada amb pel·lícules, sèries de televisió, actors i personal de l'equip de filmació personal. Des del 2011, la base de dades també conté videojocs. Filmweb es va llançar el 18 de març de 1998. És un lloc en polonès i la base de dades de pel·lícules poloneses més gran.

## Història
Filmweb va ser creat per Artur Gortych i llançat el 18 de març de 1998. El 20 de gener de 2000, es va convertir en el primer lloc web polonès disponible a través del Wireless Application Protocol. L'any 2005 es va posar en marxa Filmweb PRO (adreçat a professionals de l'entreteniment).
El 20 de maig de 2010 es va llançar la versió beta del lloc web, i Filmweb també va començar a utilitzar un algorisme nou, anomenat Gustomierz (Tastòmetre). Els usuaris registrats, que han puntuat almenys 50 pel·lícules, poden veure quant se suposa que els agrada una pel·lícula concreta i trobar usuaris similars. El motor es basava en les teories Knn i SVD, així com els propis estudis de Filmweb. L'equip d'informàtics designat expressament encara millora la tecnologia.
El 16 de setembre de 2010 es va llançar un nou disseny de la pàgina d'inici de la base de dades. El 18 de gener de 2011 es van afegir videojocs a la base de dades.
La primera aplicació mòbil de Filmweb, per a iOS, es va estrenar el novembre de 2011. Va ser seguida pel llançament d'una aplicació Android el 4 de febrer de 2012, i una app Windows Phone el març de 2012.